# 厉自凡
厉自凡（1934年—2004年），湖南新邵人，中华人民共和国工程师。曾任铁道部第四勘测设计院桥隧处教授级高级工程师，中国第一座长大隧道——大瑶山隧道设计负责人。

## 生平
1934年，出生于湖南省新邵县。1949年，加入中国人民解放军。后考入湖南大学桥梁隧道系铁道桥梁与隧道专业，于1960年学成毕业。1964年，调入铁道部第四勘测设计院。1978年2月—1989年12月，他主持设计了中国第一座长大隧道——大瑶山隧道。1978年，赴日本参加国际隧道协会技术交流会。1987年，获湖北省人民政府授予“湖北省劳动模范”称号 和铁道部授予衡广复线“开路先锋”称号。1988年，获“全国优秀科技工作者”称号和全国“五一”劳动奖章。同年，当选为湖北省第六届政协委员。1989年，获国务院授予“全国先进工作者”称号，并享受国务院特殊津贴。1990年，被评为国家有突出贡献中青年科学、技术、管理专家。1992年，主持的“大瑶山长大铁路隧道修建新技术”项目获得国家科学技术进步奖特等奖。1993年，再次当选为湖北省第七届政协委员。2004年，病逝于湖南省长沙市。

## 成就
1978年至1988年间，厉自凡总体负责京广铁路大瑶山隧道的设计工作，并处理了九号断层不良地质地段罕见的的坍塌和涌水问题。在隧道支护衬砌的设计中，学习借鉴国外“新奥法”，首次设计了复合衬砌，提高了衬砌的安全度，大大减少了木材和人力的使用，为大规模机械化施工创造了更宽敞的施工场地，有效加速了工程的进展。著有《大瑶山隧道设计（之一、二、三）》《大瑶山隧道九号断层支护衬砌、注浆及集中堵水技术》。其与大瑶山隧道和个人荣誉有关的10件物品均藏于中国历史博物馆（现中国国家博物馆）。